# Тед Тернер
Роберт Едвард Тернер III (англ. Robert Edward Turner III, відоміший як Тед Тернер, англ. Ted Turner; нар. 19 листопада 1938, Цинциннаті, Огайо) — американський бізнесмен, засновник щоденного каналу новин CNN.

## Біографія
Тед Тернер є засновником і власником розважальної станції «TBS» (Turner Broadcasting System), кінокомпанії «Turner Entertainment», каналів «CNN» (Cable News Network), «TNT» (Turner Network Television), ТВ-6, мережі «CNN радіо» та інші.
Інформаційна імперія Теда Тернера почалася з рекламних щитів — цей бізнес залишився Теду після самогубства батька. Після викупу станції UHF в Атланті почалося створення «Turner Broadcasting System». CNN революційно змінила засоби масової інформації, зокрема висвітливши катастрофу космічного корабля «Челенджер» у 1986 році та війну у Перській затоці.
Тернер також відомий у світі вітрильного спорту, як переможець регат світового значення. У 1977 році яхта «Courageous» під його керівництвом зуміла захистити «Кубок Америки», а в 1979 році він виграв знамениту Фастнетську регату, яка того року проходила в умовах сильного шторму.
Тед Тернер — засновник і головний спонсор «Ігор доброї волі», які проводилися, починаючи з 1986 року, один раз на чотири роки. Як засновник «Ігор доброї волі», Тернер був нагороджений Міжнародною Леонардо-премією у 1993 році.
У 1996 році Тернер продав свій телекомунікаційний бізнес корпорації Time Warner за $7, 5 млрд. Відповідно до умов угоди він став віцепрезидентом корпорації Time Warner і відповідає за діяльність тих, що належали йому раніше компаній.
18 вересня 1997 року Тед пожертвував частину власних цінних паперів корпорації Time Warner на загальну суму 1 мільярд доларів в спеціальний фонд, який мав конвертувати їх в готівку, яку рівними частинами протягом десяти років передавати ООН для використання виключно в інтересах гуманітарних програм зі знешкодження протипіхотних мін, запобіганню епідемій і допомоги біженцям, а також на конкретні програми дитячого фонду UNICEF..
У 2003 році Тернер пішов у відставку з посади віцепрезидента Time Warner, а у 2006 році з ради директорів.
30 березня 2011 року Тед Тернер став лауреатом першої щорічної премії «Людина, що змінила світ», заснованої Фондом Михайла Горбачова.

Станом на вересень 2011 року власний капітал Теда Тернера становить 2 млрд. доларів.
На честь Теда Тернера названий «Тернер Філд» — домашній стадіон бейсбольного клубу «Атланта Брейвс».